# Средній Долич
Средній Долич (словен. Srednji Dolič) — поселення в общині Мислиня, Регіон Корошка, Словенія. Висота над рівнем моря: 571,1 м.